# Frautest
Frautest — торговая марка тестов быстрой диагностики для женщин.

## История
В 1991 году в Германии был открыт завод тестов быстрой диагностики, который начал производство тестов на беременность.
В 1999 году продукция бренда стала доступна на территориях России и Украины. Активное распространение бренда началось с 2000 и к 2010-му году, марка стала одной из наиболее популярных в данном сегменте рынка не только на территории РФ, но и на территории ближнего зарубежья.
В 2006 году бренд получил серебряную медаль премии «EFFIE» в категории «Товары для здоровья».
В 2013 году Frautest стал победителем украинского конкурса торговых марок «Фавориты Успеха» в категории «Товары медицинского назначения».
По данным аналитического портала PharmaDATA за 2017 год, Frautest входит в тройку наиболее продаваемых марок в сегменте тестов.

## Продукция
Линейка Frautest включает следующие виды тестов:
- Тест на беременность (Express, Double control, Expert, Comfort, Exclusive)
- Тест на овуляцию (Ovulation, Planning)
- Тест на подтекание околоплодных вод (Amnio)
- Тест на менопаузу (Menopause)
- Тест на молочницу (Candida)

## Характеристики
Frautest выпускает высокочувствительные мочевые тесты струйного, планшетного типа и тест-полоски.
Все тест-системы имеют чувствительность от 10 до 50 МЕ/л. При этом у них сохраняется вероятность ложноотрицательного результата до 11,4 % всех случаев.